# 凱撒戰記

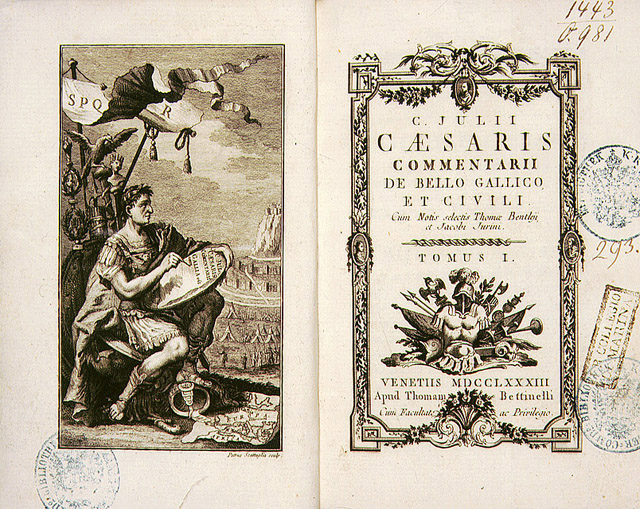
1783年出版的凱撒戰記

《内战记》（拉丁語：Commentarii de Bello Civili），是《内战记》、《阿非利加战记》、《亞歷山卓戰記》、《西班牙战记》四部拉丁文文学作品的总称。叙述了凱撒武力征服高盧及其后同以庞培父子为领袖的罗马元老院贵族共和派政治势力的军事行动。一般认为，这些作品都为凱撒所著；但后三部作品的作者存疑，且语言文学价值较低，被称为小战记。

## 內戰記
《內戰記》（拉丁語：Commentarii de Bello Civili），出自凱撒之手，是凱撒在羅馬內戰後關於在義大利和希臘的軍事行動中帶有辯護性質的作品。全書共三卷，緊接《高盧戰記》，記述了前49年至前48年，凱撒擊敗以龐培為首的貴族共和派政治勢力的歷史事件。第一卷開頭部分已散失，從該作品凱撒和元老院之間的往來交涉開始，到渡過魯比孔河後在義大利人民的熱烈支持下節節勝利、終於迫使龐培放棄義大利逃往東方；後再分別敘述在西班牙、馬西利亞和阿非利加的戰事；最終敘述東方戰場的正式決戰，凱撒在法薩盧斯一戰擊潰龐培，龐培在逃去埃及時死在亞歷山卓，凱撒接著也追到那邊，捲入埃及的王室糾紛。

## 亞歷山卓戰記
《亞歷山卓戰記》（拉丁語：De Bello Alexandrino）不分卷，作者無法確定。有些人認為是伊爾提烏斯所作。此書從凱撒進入亞歷山卓後、捲入埃及王室的內爭寫起，敘述凱撒如何擊敗年輕的國王托勒密和擁護他的宮庭權貴，重新安排了埃及的王位；接著又敘述同時或稍後在小亞細亞、伊庇魯斯和西班牙的軍事行動，直講到凱撒征服本都國王法爾那克斯為止。有些人認為本書是作者原來打算把它作為接續《內戰記》的第四卷。該書雖然不及《高盧戰記》和《內戰記》二書敘述生動、文筆簡潔，但前人都認為它的記述清楚扼要，文字也很流利通順，至少是《凱撒戰記》後三篇中最好的一篇。缺點是行文過於單調，而且對於凱撒及其一派回護之處太多。

## 阿非利加戰記
《阿非利加戰記》（拉丁語：De Bello Africo），作者不明，有人認為出自阿西尼烏斯·波利奧之手，又有人想证明它和《西班牙战记》都是盖尤斯·奥皮乌斯的作品。从战记中的许多细节描写来看，从它的详细记录行动日程和兵士的心理状态来看，都足以说明作者是一个在场的参与者。从他对战事经过描写得如此具体、细致，而对凯撒的决策过程和战略意图记述得如此至少来看，又说明他是一个和指挥作战的核心人物并无接触的人，至多只是一个百夫长或军团指挥官而已。全書記述凱撒在結束了東方的戰役，在義大利略事逗留後，便帶著一支戰力單薄的軍隊在阿非利加登陸，打敗集結在此的龐培餘黨西皮阿、小加圖、拉比努斯、阿弗拉尼烏斯以及支持他們的努米底亞國王龍巴等人，收復阿非利加行省，並把努米底亞改為行省的經過。

## 西班牙戰記
《西班牙戰記》（拉丁語：De Bello Hispaniensi），作者無法查考，寫作水準是《凱撒戰記》中最糟的一篇，也是脫漏最多，錯誤也最多的一篇，看样子是凯撒部下的一个没有受过多少教育的老兵或百夫长之类的人物写的。敘述龐培的餘黨在阿非利加失敗後逃到西班牙，結合當地的叛軍，奉龐培的二子（庞培长子为格奈乌斯·庞培，他的弟弟名赛克斯图斯·庞培）為領袖，再次負隅頑抗。凱撒又一次帶著軍隊進入西班牙，在幾次血戰後擊潰他們。

## 中文譯作
- 席代岳翻譯的《凱撒戰記》（未含《高盧戰記》），麥田出版公司出版（臺灣版，2001年6月初版）；廣西師範大學出版社（大陸版，2003年初版）；吉林出版集团有限责任公司名为《愷撒戰記·內戰記》（大陸版，2013年初版）。
- 任炳湘、王士俊合譯的《內戰記》，商務印書館出版（大陸版，1986年初版）；臺灣商務印書館出版（台灣版，2001年初版）。
- 顧今遠翻譯的《內戰記》，上海學林出版社出版（2007年3月初版）；上海人民出版社出版（2013年8月初版）。
- 李艳翻译的《內戰記》，中信出版社出版（2013年5月初版）。